# Dennis Mitchell
Dennis Allen Mitchell (Havelock, 20 de fevereiro de 1966) é um ex-velocista campeão olímpico e mundial norte-americano.
Estudou na Universidade da Flórida através de uma bolsa de estudos esportiva e correu pela equipe Florida Gators Track and Field, da universidade, no campeonato da National Collegiate Athletic Association (NCAA) entre 1986 e 1989. Seus primeiros Jogos foram em Seul 1988, onde ficou em 4º lugar nos 100 m rasos e provavelmente perdeu uma medalha de ouro no revezamento 4x100 m quando a equipe norte-americana foi desclassificada na semifinal por falha na passagem do bastão. Em 1989 ele venceu o campeonato dos 200 m rasos da NCAA e foi posteriormente introduzido no Hall da Fama da Universidade da Flórida.
Em 1991, um mês antes do Campeonato Mundial de Atletismo, Mitchell conseguiu seu primeiro recorde mundial, integrando o 4x100 m americano que marcou 37.67 no Weltklasse Zürich, então torneio da Golden League na Suíça. Em Tóquio 1991 foi pela primeira vez campeão mundial no 4x100 m, mais uma vez com recorde mundial, 37s50. Nos 100 m, ficou com a medalha de bronze.
Em Barcelona 1992 Mitchell tornou-se campeão olímpico integrando o 4x100 m, com Michael Marsh, Leroy Burrell e Carl Lewis, que novamente marcou novo recorde mundial, 47s40, o terceiro seguido com a participação dele.
No Mundial de Stuttgart 1993, nova medalha de ouro e novo recorde mundial – igualando o vigente – no revezamento 4x100 m. E como no Mundial anterior em Tóquio, ficou com o bronze nos 100 m rasos. Em 1994 ganhou o ouro nos 100 m do Goodwill Games mas no ano seguinte, no Mundial de Gotemburgo 1995, machucou-se durante as eliminatórias da prova e não foi classificado.
Sua última participação olímpica, Atlanta 1996, lhe rendeu uma prata no 4x100m  e um quarto lugar nos 100 m rasos. Depois de encerrar a carreira, passou a trabalhar como técnico de atletismo na Flórida.

## Suspensão por doping
Em 1998 Mitchell foi suspenso por dois anos pela IAAF após testar positivo para excesso de testosterona no organismo. Sua defesa no caso foi: "..isso se deveu a cinco garrafas de cerveja e sexo com a minha esposa por quatro vezes antes da prova. Era aniversário dela e a dama merecia um bom tratamento..". A justificativa foi aceita pela  USA Track & Field mas não pela IAAF, o que lhe custou a suspensão e a participação em Sydney 2000.
Sua última participação internacional foi no Mundial de Edmonton 2001, depois de cumprir a suspensão. Integrou o 4x100 m que venceu a prova com Mickey Grimes, Bernard Williams e Tim Montgomery, os dois últimos campeões olímpicos no 4x100 m em Sydney no ano anterior; porém, em 2005, no meio de um grande escândalo de uso de substâncias ilícitas fornecidas a atletas pelo laboratório BALCO, da Califórnia, que também atingiu Marion Jones, Montgomery foi condenado a dois anos de suspensão por envolvimento no caso e todas as suas medalhas  e recordes cassados desde março de 2001; com isso toda a equipe vencedora do 4x100 m em Edmonton – que Montgomery integrou – foi desclassificada e Mitchell obrigado a devolver a medalha de ouro.